# Hirotaku Hagiwara
Hirotaku Hagiwara (japanisch 萩原 洪拓 Hagiwara Hirotaku; * 11. Juli 1986 in der Präfektur Shizuoka) ist ein japanischer Fußballspieler.

## Karriere
Hagiwara erlernte das Fußballspielen in der Jugendmannschaft von Júbilo Iwata. Seinen ersten Vertrag unterschrieb er 2005 bei YKK AP (heute: Kataller Toyama). Der Verein spielte in der dritthöchsten Liga des Landes, der Japan Football League. Am Ende der Saison 2008 stieg der Verein in die J2 League auf. Ende 2009 beendete er seine Karriere als Fußballspieler.